# Schottische Cricket-Nationalmannschaft in Irland in der Saison 2014
Die Tour der schottischen Cricket-Nationalmannschaft nach Irland in der Saison 2014 fand vom 8. bis zum 12. September 2014 statt. Die internationale Cricket-Tour war Teil der internationalen Cricket-Saison 2014 und umfasste eine aus drei Spielen bestehende ODI-Serie, die Irland 2-1 gewann.

## Kader
| Irland | Schottland |
| --- | --- |
| - Kevin O’Brien (K) - John Anderson - Andrew Balbirnie - George Dockrell - John Mooney - Andrew McBrine - Graeme McCarter - Andrew Poynter (wk) - Stuart Poynter - Max Sorensen - Stuart Thompson - Andrew White - Craig Young | - Preston Mommsen (K) - Alasdair Evans - Calum MacLeod - Freddie Coleman - Hamish Gardiner - Iain Wardlaw - Josh Davey - Majid Haq - Matt Machan - Matty Cross (wk) - Michael Leask - Richie Berrington - Safyaan Sharif |

## One-Day Internationals in Dublin

### Erstes ODI
| 8. September Scorecard | Malahide Cricket Club Ground | Schottland 172 (40.3)        | – | Irland 173-3 (37.4) |
|                        |                              | Irland gewinnt mit 7 Wickets |   |                     |

### Zweites ODI
| 10. September Scorecard | Malahide Cricket Club Ground | Schottland 221 (49.5)        | – | Irland 225-7 (44.2) |
|                         |                              | Irland gewinnt mit 3 Wickets |   |                     |

### Drittes ODI
| 12. September Scorecard | Malahide Cricket Club Ground | Irland 241-9 (50)                | – | Schottland 243-1 (45.4) |
|                         |                              | Schottland gewinnt mit 8 Wickets |   |                         |

## Statistiken
Die folgenden Cricketstatistiken wurden bei dieser Tour erzielt.
| ODIs              | ODIs       | ODIs    | ODIs    | ODIs    | ODIs    | ODIs    | ODIs    | ODIs    |
| Batting           | Batting    | Batting | Batting | Batting | Batting | Batting | Batting | Batting |
| Spieler           | Mannschaft | Spiele  | Innings | Runs    | Average | HS      | 100s    | 50s     |
| ----------------- | ---------- | ------- | ------- | ------- | ------- | ------- | ------- | ------- |
| Kevin O’Brien     | Irland     | 3       | 3       | 159     | 79,50   | 67      | 0       | 2       |
| Calum MacLeod     | Schottland | 3       | 3       | 145     | 72,50   | 116*    | 1       | 0       |
| John Mooney       | Irland     | 3       | 2       | 123     | 123,00  | 96      | 0       | 1       |
| Hamish Gardiner   | Schottland | 3       | 3       | 112     | 37,33   | 89      | 0       | 1       |
| Richie Berrington | Schottland | 3       | 2       | 103     | 103,00  | 101*    | 1       | 0       |
| Bowling           |            |         |         |         |         |         |         |         |
| Spieler           | Mannschaft | Spiele  | Overs   | Wickets | Average | BBI     | 5W      | 10W     |
| Craig Young       | Irland     | 3       | 29.4    | 9       | 15,00   | 5/46    | 1       | 0       |
| Max Sorensen      | Irland     | 3       | 24.3    | 6       | 18,16   | 4/40    | 0       | 0       |
| Majid Haq         | Schottland | 3       | 26      | 5       | 27,40   | 5/54    | 1       | 0       |
| Josh Davey        | Schottland | 3       | 28.2    | 4       | 27,25   | 2/44    | 0       | 0       |
| Alasdair Evans    | Schottland | 2       | 20      | 3       | 20,33   | 2/34    | 0       | 0       |